# Patinação de velocidade nos Jogos Olímpicos de Inverno de 2006 - 5000 m feminino
A competição de 5000m feminino de patinação de velocidade nos Jogos Olímpicos de Inverno de 2006 foi disputado no dia 25 de fevereiro.

## Medalhistas
| Ouro   | CAN Clara Hughes      |
| Prata  | GER Claudia Pechstein |
| Bronze | CAN Cindy Klassen     |

## Resultados
| Pos. | Patinadora                  | Tempo   |
| ---- | --------------------------- | ------- |
|      | CAN Clara Hughes            | 6:59.07 |
|      | GER Claudia Pechstein       | 7:00.08 |
|      | CAN Cindy Klassen           | 7:00.57 |
| 4    | CZE Martina Sablikova       | 7:01.38 |
| 5    | GER Daniela Anschuetz Thoms | 7:02.82 |
| 6    | CAN Kristina Groves         | 7:03.95 |
| 7    | USA Catherine Raney         | 7:04.91 |
| 8    | NOR Maren Haugli            | 7:06.08 |
| 9    | NED Renate Groenewold       | 7:11.32 |
| 10   | NED Carien Kleibeuker       | 7:12.18 |
| 11   | JPN Eriko Ishino            | 7:12.48 |
| 12   | AUT Anna Natalia Rokita     | 7:16.75 |
| 13   | JPN Maki Tabata             | 7:18.05 |
| 14   | GER Lucille Opitz           | 7:18.06 |
| 15   | CHN Fei Wang                | 7:22.90 |
| 16   | POL Katarzyna Wojcicka      | 7:28.09 |

Legenda
| Recorde mundial      | Recorde mundial (World record)               |                       | Recorde africano                      | Recorde africano (African) |                                           | Q | Classificado por posição (Qualified) |
| Recorde olímpico     | Recorde olímpico (Olympic record)            | Recorde da América    | Recorde da América (Americas)         | q                          | Classificado por melhor tempo (Qualified) |   |                                      |
| Melhor marca do ano  | Melhor marca do ano (World leading)          | Recorde asiático      | Recorde asiático (Asian)              | DNS                        | Não largou (Did not start)                |   |                                      |
| Recorde nacional     | Recorde nacional (National record)           | Recorde europeu       | Recorde europeu (European)            | DNF                        | Não terminou (Did not finish)             |   |                                      |
| Recorde pessoal      | Recorde pessoal do atleta (Personal best)    | Recorde da Oceania    | Recorde da Oceania (Oceania)          | DSQ / DQ                   | Desclassificado (Disqualified)            |   |                                      |
| Recorde da temporada | Recorde da temporada do atleta (Season best) | Recorde sul-americano | Recorde sul-americano (South America) | NM                         | Sem marca (No mark)                       |   |                                      |